# John Walsh (1er baron Ormathwaite)
Pour les articles homonymes, voir John Walsh et Walsh.
John Benn Walsh, 1er baron Ormathwaite (9 décembre 1798 - 3 avril 1881), titré baronnet entre 1825 et 1868, est un homme politique britannique du Parti conservateur.

## Jeunesse
Il est né à Warfield Park, près de Bracknell dans le Berkshire, le fils unique de John Walsh, 1er baronnet, et de Margaret Benn. Sa mère et son père s'appelaient Benn mais ont pris le nom de famille de Walsh au lieu de leur patronyme en 1795, conformément au testament de l'oncle de sa femme, John Walsh (1726 - 1795), qui leur laisse une fortune faite en Inde, notamment des propriétés dans le Berkshire et le Radnorshire, ainsi que de grandes exploitations en Irlande, principalement à Cork et au Kerry. Aux termes du testament, la fortune de Walsh devait être gérée par ses parents jusqu'à sa majorité.
Il fait ses études au Collège d'Eton et à Christ Church, Oxford, où il s'inscrit en 1816. Il hérite des propriétés du Radnorshire de sa mère lorsqu'il atteint sa majorité en 1819 et hérite également des domaines de Cumbria de son père à sa mort en 1825. En 1874, sa superficie totale dans le Radnorshire avait atteint 12 500 acres. Il visite ses propriétés irlandaises régulièrement pendant 40 ans et fait de grands efforts pour augmenter les bénéfices. Il a la réputation en Irlande d'être un propriétaire dur et exigeant, mais son journal montre qu'il se considère comme un surveillant bienveillant de ses locataires, qu'il récompense pour leur dur labeur, tout en expulsant impitoyablement ceux qui ne veulent pas travailler.

## Carrière politique
Il est haut shérif du Berkshire et haut shérif du Radnorshire en 1823. Il siège comme député de Sudbury entre 1830 et 1835 et 1838 et 1840 et pour Radnorshire entre 1840 et 1868. Il est Lord Lieutenant et Custos Rotulorum de Radnorshire de 1842 à 1875. En 1868, il est élevé à la pairie comme baron Ormathwaite, d'Ormathwaite dans le comté de Cumberland.
Il publie de nombreuses brochures, parmi lesquelles:
- Les mauvaises lois en Irlande (1830)
- Observations sur le plan ministériel de réforme (1831)
- Sur l'équilibre actuel des partis dans l'État (1832)
- Chapitres d'histoire contemporaine (1836)
- Back-Games politiques (1871)
- Comparaison de l'astronomie et de la géologie (1872)
- Leçons de la Révolution française, 1789-1872 (1873).

## Famille
Lord Ormathwaite épouse Jane, fille de George Grey (6e comte de Stamford), en 1825. Ils ont deux fils et deux filles. Il meurt à Warfield en avril 1881, âgé de 82 ans, et son fils aîné, Arthur lui succède.